# Centre-ville de Flensbourg
Le centre-ville de Flensbourg s'étend principalement entre les églises Saint-Nicolas, Sainte-Marie et le Gertrudenviertel. Ce quartier de Flensbourg est souvent appelé à tort la vieille ville par l'administration, bien que la partie la plus ancienne bien connue du centre-ville, le Johannisviertel, ne soit pas comptée ici. La zone piétonne, longue de plus d'un kilomètre, traverse le centre-ville et s'étend de Holm par la Große Straße à la Norderstraße.

## Histoire
Vers l'an 1170, la paroisse de Sainte-Marie est établie sur le côté ouest du fjord de Flensbourg. La paroisse Saint-Nicolas suit vers 1200. À la frontière entre les deux paroisses, à l'endroit où Holm rencontre la Große Straße, une plaque placée dans le sol commémore le centre historique de la ville, où se trouvait l'ancien hôtel de ville entre 1445 et 1883. En 1285, le Gertrudenviertel s'ajoute à la partie ouest de la ville. Au Moyen Âge, cette partie ouest de la ville, c'est-à-dire le centre-ville de Flensbourg, est particulièrement bien protégée par les fortifications de Flensbourg.
Aujourd'hui, le centre-ville de Flensbourg se caractérise par un commerce animé, de nombreux restaurants et cafés et de nombreuses institutions culturelles. La principale rue commerçante s'étend au nord du Südermarkt par Holm, la Große Straße, le Nordermarkt et de là plus loin par la Norderstraße jusqu'à la Nordertor. Depuis le Südermarkt, il n'y a que quelques pas vers le sud jusqu'à la Rote Straße, qui se compose également d'une zone piétonne plus courte avec des magasins plus petits et au bout de laquelle se trouve la Rathausplatz avec l'hôtel de ville. Il y a aussi de nombreux magasins dans l'Angelburger Straße, qui borde le Südermarkt.
La voie Rote Straße-Holm-Große Straße-Norderstraße est l'une des plus anciennes zones piétonnes d'Allemagne avec la Holstenstraße à Kiel (depuis 1953), dans laquelle Holm est fermée à la circulation en 1968. Deux des plus grandes galeries marchandes de la ville s'y trouvent : le Holmpassage à Holm 39, ouvert le 11 septembre 1986, avec plus de 15 boutiques et la Flensburg-Galerie à Holm 59, ouvert en novembre 2006, plus de 70 boutiques sont réparties sur 20 000 m2 sur trois étages. Dans la zone d'entrée du Holm, il y a une maison à colombages intégrée dans le passage, la Steinbach-Haus, construite vers 1500, et au dernier étage de la Flensburg-Galerie, il y a la bibliothèque municipale de Flensbourg. Non loin du Holm et du début de la Große Straße, se trouve la gare routière de Flensbourg, la première gare routière d'Allemagne depuis 1927.
La Norderstraße (en danois : Nørregade), qui abrite des institutions culturelles et éducatives danoises telles que Aktivitetshuset (n°49), la bibliothèque danoise (n°59) et le Flensborghus (n°76), est la plus au nord, moins animée commercialement. Depuis les années 2000, de nombreux commerces ont fermé et la rue est davantage utilisée à des fins touristiques, notamment pour visiter la Phänomenta et la Nordertor. La rue où se termine la zone piétonne est pavée et ainsi apaisée, de sorte que le passant peut continuer une promenade à travers les quelques magasins dans cette zone. Le port de Flensbourg avec le Schiffbrücke est proche, accessible par des rues latérales telles que le Herrenstall ou le pittoresque Oluf-Samson-Gang, bordé de maisons de pêcheurs, anciennement quartier chaud.

## Source, notes et références
1. ↑  (de) Heiko Thomsen, « Flensburger Innenstadt soll ein Management bekommen », sur foerde.news, 2020 (consulté le 18 janvier 2023)
2. ↑  (de) « Zukunftsfähige Innenstadt – Flensburg erhält 2,58 Millionen Euro aus Bundesprogramm », sur Frisches Flensburg, 2022 (consulté le 18 janvier 2023)

- (de) Cet article est partiellement ou en totalité issu de l’article de Wikipédia en allemand intitulé « Flensburger Innenstadt » (voir la liste des auteurs).